# Quadro de medalhas dos Jogos Mundiais Militares de 2011
Este é o quadro de medalhas dos Jogos Mundiais Militares de 2011, que foram realizados no Rio de Janeiro, Brasil. O ordenamento é feito pelo número de medalhas de ouro, estando as medalhas de prata e bronze como critérios de desempate em caso de países com o mesmo número de ouros. Se, após esse critério, os países continuarem empatados, posicionamento igual é dado e eles são listados alfabeticamente. Este é o sistema utilizado tanto pelo Conselho Internacional do Esporte Militar, entidade organizadora dos Jogos Militares, como pelo Comitê Olímpico Internacional.
As primeiras medalhas foram distribuídas na prova da maratona feminina, onde a norte-coreana Kum Ok Kim conquistou a medalha de ouro. A primeira medalha do Brasil, país-sede dos Jogos, foi a prata para a nadadora Joanna Maranhão na prova dos 800 m livre, enquanto que o primeiro ouro saiu para o também nadador Fernando Silva, nos 50 m livre.

## Quadro de Medalhas
País sede destacado.
| Ordem | País                 | Medalha de ouro | Medalha de prata | Medalha de bronze |     |
| ----- | -------------------- | --------------- | ---------------- | ----------------- | --- |
| 1     | Brasil               | 45              | 33               | 36                | 114 |
| 2     | China                | 37              | 28               | 34                | 99  |
| 3     | Itália               | 14              | 13               | 24                | 51  |
| 4     | Polónia              | 13              | 19               | 11                | 43  |
| 5     | França               | 11              | 3                | 3                 | 17  |
| 6     | Coreia do Sul        | 8               | 6                | 8                 | 22  |
| 7     | Coreia do Norte      | 7               | 2                | 3                 | 12  |
| 8     | Quénia               | 6               | 5                | 5                 | 16  |
| 9     | Alemanha             | 5               | 19               | 11                | 35  |
| 10    | Ucrânia              | 5               | 4                | 9                 | 18  |
| 11    | Irã                  | 5               | 3                | 2                 | 10  |
| 12    | Noruega              | 4               | 5                | 2                 | 11  |
| 13    | Catar                | 3               | 1                | 2                 | 6   |
| 14    | Chile                | 2               | 4                | 2                 | 8   |
| 15    | Áustria              | 2               | 2                | 2                 | 6   |
| 16    | Lituânia             | 2               | 1                | 2                 | 5   |
| 17    | Bielorrússia         | 2               |                  | 4                 | 6   |
| 18    | Letónia              | 2               |                  | 2                 | 4   |
| 19    | Suécia               | 2               |                  |                   | 2   |
| 20    | Marrocos             | 1               | 7                | 1                 | 9   |
| 21    | Turquia              | 1               | 5                | 4                 | 10  |
| 22    | Venezuela            | 1               | 3                | 6                 | 10  |
|       | Cazaquistão          | 1               | 3                | 6                 | 9   |
| 24    | Suíça                | 1               | 3                | 5                 | 9   |
| 25    | Eslovénia            | 1               | 2                | 6                 | 9   |
| 26    | Bahrein              | 1               | 2                | 4                 | 7   |
|       | Finlândia            | 1               | 2                | 4                 | 7   |
| 28    | Argélia              | 1               | 2                | 3                 | 6   |
| 29    | Estónia              | 1               | 2                | 2                 | 5   |
| 30    | Estados Unidos       | 1               | 1                | 3                 | 5   |
| 31    | Países Baixos        | 1               | 1                | 2                 | 4   |
| 32    | Síria                | 1               | 1                |                   | 3   |
| 33    | Roménia              | 1               |                  | 2                 | 3   |
| 34    | Bélgica              | 1               |                  | 2                 | 2   |
| 35    | Uganda               | 1               |                  | 1                 | 2   |
| 36    | Canadá               | 1               |                  | 1                 | 1   |
| 37    | Croácia              | 1               |                  |                   | 1   |
|       | Dinamarca            | 1               |                  |                   | 1   |
|       | Equador              | 1               |                  |                   | 1   |
| 40    | Grécia               |                 | 5                | 3                 | 8   |
| 41    | Tunísia              |                 | 3                | 1                 | 4   |
| 42    | República Dominicana |                 | 1                | 2                 | 3   |
| 43    | Jordânia             |                 | 1                | 1                 | 2   |
| 44    | Hungria              |                 | 1                |                   | 1   |
|       | Egito                |                 | 1                |                   | 1   |
| 46    | Índia                |                 |                  | 3                 | 3   |
| 47    | Namíbia              |                 |                  | 2                 | 2   |
|       | Sri Lanka            |                 |                  | 2                 | 2   |
|       | Camarões             |                 |                  | 2                 | 2   |
|       | Uruguai              |                 |                  | 2                 | 2   |
| 51    | Argentina            |                 |                  | 1                 | 1   |
|       | Chipre               |                 |                  | 1                 | 1   |
|       | Paquistão            |                 |                  | 1                 | 1   |
|       | Suriname             |                 |                  | 1                 | 1   |
|       | Eslováquia           |                 |                  | 1                 | 1   |
| TOTAL | TOTAL                | 195             | 194              | 239               | 628 |